# Legationskvarteret

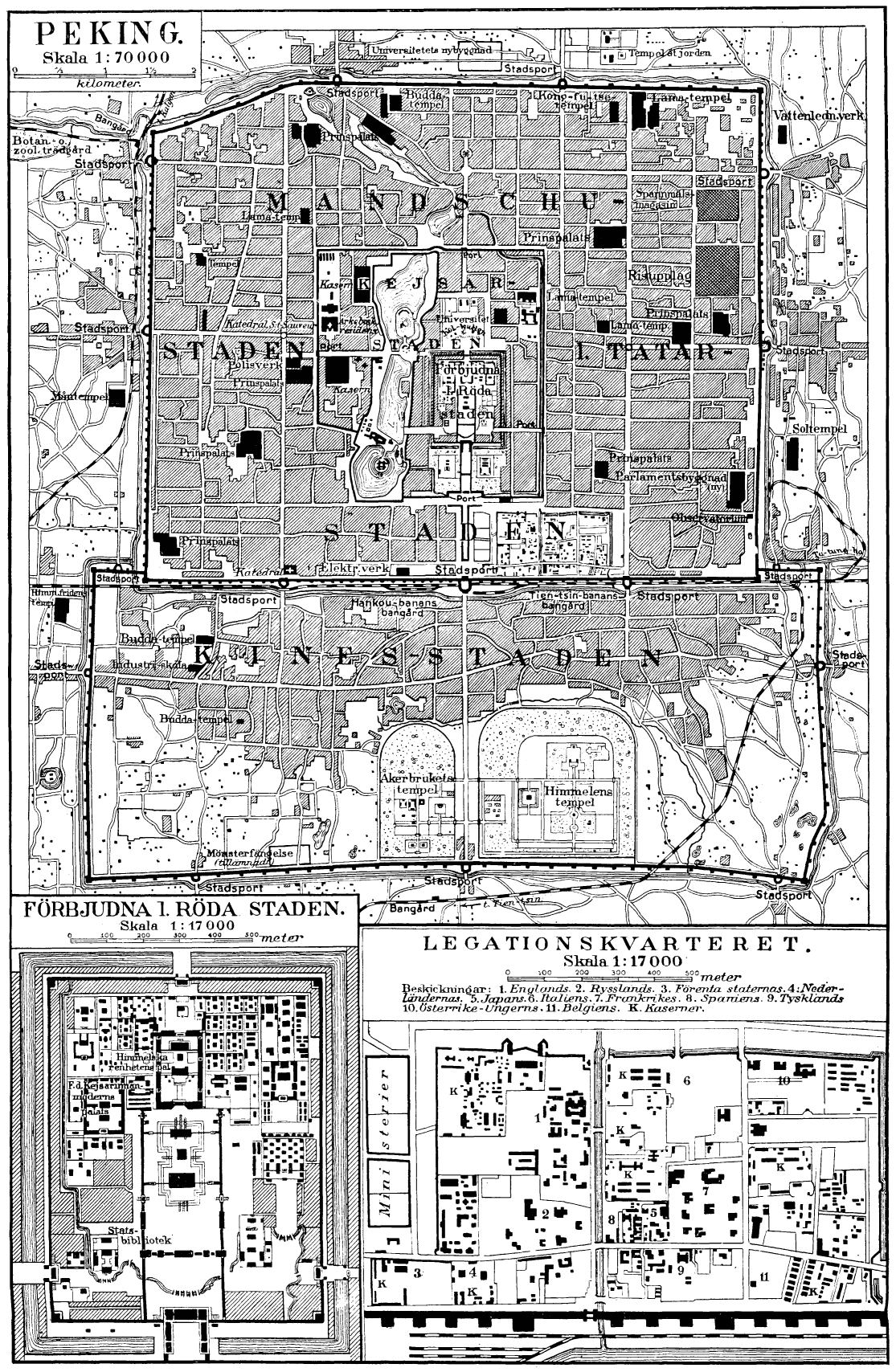
Peking omkring 1916. Legationskvarteret finns längst ned till höger på kartan.

Legationskvarteret i Peking var det område i Peking där en rad utländska legationer var belägna mellan 1861 och 1959. På kinesiska är området också känt som Dōng jiāomín xiàng (東交民巷), vilket också är namnet på den hutong som löper genom kvarteret. Området är beläget omedelbart öster om den Himmelska fridens port.
Efter Qingdynastins nederlag i det andra opiumkriget 1856-1860 grundades ett kansli för utrikes ärenden, Zongli yamen och området kring Dong jiaomin xiang öppnades för utländska beskickningar. Till en början var legationerna spridda i området, men efter belägringen av legationskvarteret i Peking under Boxarupproret befästes området och kineser förbjöds att bosätta sig inom murarna.
Legationskvarteret fortsatte att vara säte för många utländska beskickningar även sedan Republiken Kina flyttat huvudstaden till Nanking 1928, men i samband med det andra sino-japanska kriget lämnade många beskickningar området.
Efter Folkrepubliken Kinas grundande 1949 öppnade regeringen ett nytt område för utländska ambassader och beskickningar i Sanlitun, där de flesta utländska ambassader i dag är belägna.